# Hymenoptila rotundipennis
Hymenoptila rotundipennis är en insektsart som först beskrevs av Lucien Chopard 1939.  Hymenoptila rotundipennis ingår i släktet Hymenoptila och familjen syrsor. Inga underarter finns listade i Catalogue of Life.